# علي جيلان
علي جيلان (بالألمانية: Ali Ceylan)‏ هو لاعب كرة قدم ألماني في مركز الوسط، ولد في 17 يونيو 1998 في كولونيا في ألمانيا. لعب مع فورتونا كولن.

## وصلات خارجية
- علي جيلان على موقع عالم كرة القدم.نت (الإنجليزية)